# Tiruppúr
Tiruppúr (tamilsky திருப்பூர்) je město v Tamilnádu, jednom ze svazových států Indie. K roku 2011 v něm žilo přes 444 tisíc obyvatel.

## Poloha a doprava
Tiruppúr leží v západní části státu přibližně 45 kilometrů východně od Kójamputtúru v nadmořské výšce mezi 290 a 233 metry. Přes město prochází železnice na trase Čennaí–Vélúr–Sélam–Írótu–Kójamputtúr–Pálakkát–Triššúr–Kóčin–Kollam–Tiruvanantapuram.

## Obyvatelstvo
Převažujícím náboženstvím je hinduismus s přibližně 86 %, následuje islám s 10 % a křesťanství s 3 %. Mateřským jazykem 91 % obyvatelstva je tamilština, 4 % je mateřským jazykem telugština a 2 % kannadština. 